# Scythe (igra)
Radnja igre Scythe je smeštena u alternativnoj istoriji Evrope u 1920. godini, godini nemira. Svaki igrač preuzima ulogu vođe jedne od palih nacija i pokušava da dovede svoju frakciju na vlast u Istočnoj Evropi.

## Opis i pravila
Svaki igrač počinje igru sa različitim iznosom osnovnih resursa zavisno od frakcije, različitim specijalnim osobinama i jedinstvenim skrivenim ciljevima.
Scythe daje igračima skoro potpunu kontrolu nad njihovom sudbinom. Osim jedinstvenih ciljeva, jedini element sreće u igri su kartice događaja (encountercards) i one predstavljaju interakciju sa stanovnicima novoistraženih zemalja i borbenih kartica koje vam daju privremeni bonus u ratu sa ostalim nacijama. Takođe, borba je vođena izborom igrača, a ne srećom ili slučajnošću.
Vođe angažuju regrute, sakupljaju resurse, povećavaju populaciju, prave građevine, kako bi povećali svoj uticaj na mapi i skupili što više resursa. U središtu mape je kapitalistički grad-država poznat kao Fabrika, koji je snabdevao učesnike rata sa teško oklopljenim robotima koji je sad zatvorio svoja vrata i time privukao pažnju okolnih zemalja.
Eliminacija igrača ne postoji, a i pored velikog broja direktnih konflikta i sukoba jdinice nemogu biti ubijene ili uništene.

## Spoljašnje veze
- Scythe board game